# Hans Abrahamsson (TV-producent)
Hans Erik Abrahamsson, född 16 juni 1972 i Mölndal, är en svensk TV-producent från Göteborg.
Abrahamsson har en bakgrund på flera olika produktionsbolag, såsom Baluba, Meter Television och Nordisk Film TV. På Baluba var han bland annat en av skaparna av TV4:s kryssprogram Sommarkrysset. Han har också varit exekutiv producent för svenska TV-program såsom Bachelor, Lets Dance Junior , Stjärnornas stjärna. och Polarpriset.
Från 2013 är Abrahamsson anställd av TV4 som exekutiv producent.